# Contea di Lowndes (Georgia)
La contea di Lowndes (in inglese Lowndes County) è una contea dello Stato della Georgia, negli Stati Uniti. La popolazione al censimento del 2000 era di 92 115 abitanti. Il capoluogo di contea è Valdosta.